# سابینو
سابینو (به مجاری: Kisszeben) یک شهرک در اسلواکی با جمعیت ۱۲٬۳۷۸ نفر است که در Sabinov District واقع شده‌است.